# Platycerus caprea
Platycerus caprea es una especie de coleóptero de la familia Lucanidae.

## Distribución geográfica
Habita en Europa, en los (Urales), Turquía.